# Demetrio Mendoza
Demetrio Mendoza (San José de Cúcuta, Colombia, 22 de diciembre de 1871-Cúcuta, Colombia, 1953) fue un sacerdote colombiano de la Iglesia católica. Se desempeñó como pastor titular de la parroquia de San José de Cúcuta desde 1904 hasta 1926.

## Biografía
El Padre Mendoza nació el 22 de diciembre de 1871, en el seno de una familia humilde. Fue bautizado con los nombres de José Demetrio de Jesús Mendoza Rueda. Sus padres fueron Rafael Mendoza y Clementina Rueda; descendientes de españoles y de los indios Cúcutas. Ambos se dedicaban al oficio de alfarería y a la agricultura.
Cursó estudios eclesiásticos en el Seminario Conciliar de la Nueva Pamplona. Recibió las órdenes sacerdotales el 22 de septiembre de 1894 y cantó su primera misa el 8 de diciembre del mismo año, en la Iglesia Parroquial del Pueblo de Cúcuta (hoy San Luis), la cual él mismo rebautizaría con el nombre de San Luis de Cúcuta. El magisterio sacerdotal lo ejerció durante cincuenta años. Desde 1904 ejerció las funciones de vicario y párroco de San José de Cúcuta hasta el año 1926. Reemplazó en el beneficio parroquial de San José al presbítero dominicano A. Valderrama, quien fue trasladado a la Parroquia de San Rafael de Chinácota, por disposición del señor Obispo de Nueva Pamplona.
Durante su labor parroquial se desempeñó igualmente como tesorero del Colegio Sagrado Corazón de Jesús. Ël mismo fue el encargado de traer a los Hermanos de las escuelas cristianas a la susodicha institución. La congregación de los hermanos tomaron la riendas del colegio el primero de mayo de 1903. Fue fundador y director del semanario religioso El Granito de Arena, órgano de divulgación de la cofradía de San Francisco de Asís. En el Granito de Arena con editoriales políticos “patrocinó” la publicación de El Popular, diario de alineación conservadora y en el que se arremetía constantemente a los políticos liberales de la época. Esto le traería más de un problema a Mendoza, que fue convirtiéndose poco a poco en centro de críticas de la comunidad de Cúcuta; llegando inclusive a ser desterrado de su cargo por la diócesis de Pamplona, para evitar mayores inconvenientes.
El padre Mendoza era fiel a sus principios y conceptos, los cuales defendía rigurosamente. Abiertamente reprochaba a las autoridades y políticos que no adoptaban sus consejos y peticiones. Estaba convencido de que las leyes de la iglesia eran base fundamental de la sociedad, por lo que se negó a bautizar niños nacidos fuera del matrimonio. Esto obligó a los padres a bautizar a sus hijos en las poblaciones vecinas de San Antonio y Ureña, ambas en Venezuela. Estos hechos obviamente aumentaron la antipatía que le tenían muchos habitantes de Cúcuta.

### Rencilla con los liberales y destitución de su cargo
El 23 de marzo de 1925 se llevó a cabo una manifestación encabezada por la comunidad religiosa que tuvo como objetivo rechazar y amedrentar a la prensa liberal. Como resultado la sede del periódico local La Manana - principal crítico de la iglesia y del padre Mendoza, fue destrozada. Hubo intención de atacar la sede del otro periódico liberal Comentarios, pero al percatarse de la presencia de la esposa de su director, los manifestantes abortaron el plan, según ellos "por respeto a una dama".
El detonante principal de la acción violenta fue una caricatura burlesca del padre Demetrio publicada por La Mañana. La caricatura lo retrataba, gordo y con un lomo en la nuca, lentes y unos largos dientes salidos de la boca como si fuera a morder, es decir con "cara de cerdo". La opinión pública no se hizo esperar y esa misma mañana algunas damas de la ciudad se reunieron en el clero, para respaldar a Mendoza y la vocación de la iglesia. También invitaron a los habitantes de la ciudad a una manifestación en rechazo a las constantes ofensivas que hacían los periódicos liberales.
La manifestación se materializó esa misma noche. Asistieron gran parte de los feligreses cucuteños, así como los representantes de la parroquia de San José incluyendo al padre Mendoza. Varios de ellos estaban convencidos de que era tiempo de darle "una lección" a los medios instigadores de la iglesia. Una vez que Mendoza contestó en una bella oración a las palabras de los asistentes, muchos jóvenes y buena cantidad de gentes del pueblo se dirigieron al local ocupado por la imprenta de La Mañana y la destrozaron. Según el periódico El Popular, la determinación tomada por el pueblo católico obedeció a que en el curso del día se dijo que al día siguiente, la prensa liberal redoblaría sus ataques al padre Mendoza.
La destrucción de la imprenta de La Mañana trajo muy malas consecuencias para Demetrio. El periódico El Popular, que presidía su parroquia fue suspendido por el obispo de pamplona. Después de varios ajedreces con la justicia, el 23 de julio del anno de los incidentes fue revocado de su cargo a petición del Gobernador Rafael Valencia, y trasladado a Chinácota por el obispo de nueva Pamplona. Con el tiempo sería canónigo de la Iglesia Catedral de Pamplona y elevado a la jerarquía eclesiástica del Obispo Camarero de su Santidad Pío XII.
Falleció en 1953 en el ancianato de Cúcuta, a donde había llegado enfermo. Su cadáver fue sepultado en la Iglesia de San José, posteriormente sus restos fueron trasladados a un modesto nicho, en la misma sacristía de la iglesia.